# Calopterusa mistshenkoi
Calopterusa mistshenkoi är en insektsart som beskrevs av Sergeev och Pokivajlov 1992. Calopterusa mistshenkoi ingår i släktet Calopterusa och familjen vårtbitare. Inga underarter finns listade i Catalogue of Life.